# Alaa Ali Mhawi
Alaa Ali Mhawi (3 de junho de 1996-) é um futebolista profissional iraquiano que atua como defensor na lateral direita, fez parte do elenco da Seleção iraniana nas Olimpíadas de 2016 e que desde 1 de outubro de 2017 defende o clube Al-Shorta.